# Санкуирико, Алессандро
Алессандро Санкуирико (итал. Alessandro Sanquirico; 27 июля 1777, Милан — 12 марта 1849, там же) — итальянский живописец, сценограф и архитектор.

## Биография и творчество
Алессандро Санкуирико родился в 1777 году в Милане. Его учителями были Паоло Ландриани, Джованни Педрони, Джованни Перего. Посещал миланскую Академию Брера.
Собственную деятельность начал в качестве оформителя праздничных торжеств в Милане. В 1805 году работал над оформлением церемонии коронации Наполеона в Миланском соборе; расписывал триумфальные арки для визитов Евгения Богарне в 1806 году и Наполеона в 1807 году. Осуществлял росписи интерьера Миланского собора. В 1812 году Санкуирико по заказу герцога Лоди создал тромплёй для бильярдной комнаты на его вилле в Белладжо. В 1813 году он расписал занавес к открытию Общественного театра в Комо; позднее создавал для него декорации.
Основная творческая деятельность Санкуирико связана с миланским театром «Ла Скала», где он был сценографом с 1817 по 1832 год. На протяжении всего этого времени он отвечал за оформление постановок, декорации и театральную машинерию. Санкуирико отличался фантазией, сочетавшейся с тонким чувством стиля и эпохи. Стендаль, побывавший на одном из балетов в «Ла Скала», называл созданные им декорации «божественными» и утверждал, что «невозможно даже вообразить ничего лучшего». Благосклонно принятый как публикой, так и критиками, Санкуирико осуществил сценографию большого количества разнообразных балетных и оперных постановок, в том числе премьер опер Россини, Беллини и Доницетти. Помимо «Ла Скала», он также создавал декорации для театров Кремоны, Пьяченцы, Варесе и Бергамо.
Санкуирико оказал большое влияние на формирование сценографических канонов, в том числе и за пределами Италии, поскольку по многим его эскизам были сделаны цветные гравюры, получившие самое широкое распространение. В 1820-х годах они публиковались в составе различных сборников; оригиналы хранятся в Музее театра Ла Скала.